# Universidad Nacional Pedro Ruiz Gallo
La Universidad Nacional Pedro Ruiz Gallo (UNPRG) es una universidad pública, ubicada en la ciudad de Lambayeque. Es la única institución de formación profesional nacional académico en la región; así como es la única ubicada en la ciudad de Lambayeque. Fue nombrada en honor del militar e inventor peruano Pedro Ruiz Gallo, oriundo del departamento de Lambayeque. 
El 19 de agosto de 2020 la Superintendencia Nacional de Educación Superior Universitaria denegó la licencia institucional por el incumplimiento de las condiciones básicas de calidad. Luego, la UNPRG se acogió a un plan de emergencia con apoyo del Ministerio de Educación para luego ingresar al proceso de licenciamiento que finalizó a inicios de 2023. La UNPRG obtuvo su licenciamiento institucional por parte del ente supervisor el 8 de junio de 2023 según la resolución N° 015-2023-SUNEDU/CD.

## Historia
Hasta el 17 de marzo de 1970 coexistieron en la Región Lambayeque la Universidad Agraria del Norte, cuya sede era Lambayeque y La Universidad Nacional de Lambayeque (cuyo autor de Ley para su creación fue el Dr. Genaro Barragán Muro, durante su etapa como diputado por el Departamento de Lambayeque), con sede en Chiclayo, ese día mediante el Decreto Ley N° 18179, se fusionaron las dos universidades para dar origen a una nueva. Genaro Barragán Muro, Jorge Yarrow, Alejandro Leguía y Miguel Oneto le dieron el nombre de uno de los más ilustres personajes de Lambayeque, el genial inventor, precursor de la aviación mundial y héroe nacional, el teniente coronel Pedro Ruiz Gallo. En 2020, la SUNEDU le denegó la licencia institucional por el incumplimiento de algunas condiciones básicas de calidad, pero al ser una universidad pública y la única de la región, el Ministerio de Educación aprobó un plan de emergencia para evitar su cierre, para que pueda subsanar y cumplir las mencionadas condiciones, para que pueda presentarse al nuevo modelo de licenciamiento 1.5.
Desde inicios de 2023, la UNPRG y las nuevas autoridades del Consejo Directivo de la SUNEDU realizaron acuerdos para hacer realidad el licenciamiento a la Universidad Nacional Pedro Ruiz Gallo. Luego a inicios de junio de 2023, las autoridades de la universidad y algunas de la SUNEDU indicaban que la UNPRG obtuvo el licenciamiento institucional pero que solo hacía falta la resolución final. Una semana después, el 8 de junio de 2023, la Universidad Nacional Pedro Ruiz Gallo, única universidad pública en la Región Lambayeque, obtiene la resolución que le otorga el licenciamiento institucional por el plazo de 6 años.

## Organización y gobierno
Los órganos de gobierno de la universidad son:
- Asamblea universitaria: Es el máximo órgano de gobierno en la universidad. La conforman: el rector y los dos vicerrectores, los decanos de las Facultades, el director de la escuela de postgrado, representantes de los docentes, representantes de los estudiantes (que constituyen un tercio del número total de integrantes de la asamblea), representantes de los graduados.[10]
- Consejo universitario: Es el órgano encargado de la dirección y ejecución de la universidad. Está integrado por el rector (quien lo preside), los dos vicerrectores, los decanos de las Facultades, el director de la escuela de postgrado, representantes de los estudiantes (un tercio del total de miembros del consejo), un representante de los graduados. Son atribuciones del consejo: formular el "plan general de desarrollo y funcionamiento" de la universidad, así como establecer sus políticas; formular y aprobar el "reglamento general" de la universidad, el "reglamento de elecciones" y otros reglamentos especiales y presentarlos a la asamblea universitaria para que esta los ratifique, conferir grados académicos y títulos profesionales, otorgar distinciones honoríficas, reconocer y revalidar los estudios, y reconocer grados y títulos de universidades extranjeras (cuando la universidad esté autorizada para hacerlo).
- Rectorado: El rectorado es el órgano de gobierno universitario constituido principalmente por el rector. El rector es la primera autoridad ejecutiva de la universidad, así como su representante legal e imagen institucional de ella. La Universidad Pedro Ruiz Gallo ha tenido 12 rectores desde su fundación
- Vicerrectorado: Lo componen dos vicerrectores: uno académico y otro de investigación.

El gobierno y administración de las facultades y escuelas están a cargo de los Decanos y los Directores de Escuela, respectivamente. Además, la unidad de postgrado de la universidad está a cargo del Director de la Escuela de Postgrado.
| Rector | Nombre                                 | Período         |
| ------ | -------------------------------------- | --------------- |
| 1.º    | Ing. Antonio Monsalve Morante          | 1970 - 1977     |
| 2.º    | Ing. Hernán Chong Chappa               | 1977 - 1981     |
| 3.º    | Ing. Manuel Cisneros Salas             | 1981 - 1984     |
| 4.º    | Ing. Ángel Díaz Celis                  | 1984 - 1990     |
| 5.º    | Ing. Francisco Cardozo Romero          | 1991 - 1995     |
| 6.º    | Mat. Rafael Castañeda Castañeda        | 1995 - 1999     |
| 7.º    | Ing. MsC. Jorge Cumpa Reyes            | 2000 - 2005     |
| 8.º    | Ing. Francis Villena Rodríguez         | 2005 - 2011     |
| 9.º    | Dr. Mariano Agustín Ramos García       | 2012 - 2015     |
| 10.º   | Dr. Jorge Aurelio Oliva Nuñez          | 2016 - 2020     |
| 11.º   | Dra. Olinda Luzmila Vigo Vargas        | 2021 - Nov 2021 |
| 12.º   | Dr. Enrique Wilfredo Cárpena Velásquez | Nov 2021 - 2026 |

## Facultades

### Escuelas Profesionales
La UNPRG tiene 14 Facultades
| FACULTAD | ESCUELA PROFESIONAL                                                                                     |
| --- | --- |
| Facultad de Agronomía. FAG                                                                                          | - Agronomía                                                                                             |
| Facultad de Ciencias Biológicas. FCCBB                                                                              | - Biología                                                                                              |
| Facultad de Ciencias Económicas, Administrativas y Contables. FACEAC                                                | - Contabilidad - Economía - Administración - Comercio y Negocios Internacionales                        |
| Facultad de Ciencias Físicas y Matemáticas. FACFYM                                                                  | - Física - Matemáticas - Estadística - Ingeniería de Computación e Informática - Ingeniería Electrónica |
| Facultad de Ciencias Histórico Sociales y Educación. FACHSE                                                         | - Educación - Sociología - Ciencias de la Comunicación - Psicología - Arte - Arqueología                |
| Facultad de Derecho y Ciencias Políticas. FDCCPP                                                                    | - Derecho - Ciencia Política                                                                            |
| Facultad de Enfermería. FE                                                                                          | - Enfermería                                                                                            |
| Facultad de Ingeniería Agrícola. FIA                                                                                | - Ingeniería Agrícola                                                                                   |
| Facultad de Ingeniería Civil, de Sistemas y de Arquitectura. FICSA                                                  | - Ingeniería Civil - Arquitectura - Ingeniería de Sistemas                                              |
| Facultad de Ingeniería Mecánica y Eléctrica. FIME                                                                   | - Ingeniería Mecánica y Eléctrica                                                                       |
| Facultad de Medicina Humana. FMH                                                                                    | - Medicina Humana                                                                                       |
| Facultad de Medicina Veterinaria. FMV                                                                               | - Medicina Veterinaria                                                                                  |
| Facultad de Ingeniería Química e Industrias Alimentarias. FIQIA Archivado el 25 de mayo de 2015 en Wayback Machine. | - Ingeniería Química - Ingeniería en Industrias Alimentarias                                            |
| Facultad de Zootecnia. FIZ                                                                                          | - Zootecnia                                                                                             |

## Egresados, estudiantes y docentes notables
- Yehude Simon: Médico veterinario, sociólogo, abogado, periodista y político peruano. Fue diputado por Lambayeque y gobernador de la misma región y  Presidente del Consejo de Ministros, durante el segundo gobierno del expresidente Alan García Pérez. Actualmente investigado por actos de corrupción por el Caso Odebrecht.
- Jorge Luis Montenegro Chavesta: Ingeniero agrícola y político peruano. Fue Ministro de Agricultura y Riego durante el Gobierno de Martín Vizcarra.
- Juan José Salazar García: Ingeniero agrónomo y político peruano. Fue Ministro de Agricultura durante el segundo gobierno de Alan García.
- Rafael López-Aliaga: Empresario y político. Fue candidato presidencial para las elecciones generales del 2021 y es el actual alcalde metropolitano de Lima.
- Walter Benavides Gavidia: Ingeniero civil y político peruano. Se desempeñó como congresista de la república desde el 16 de marzo de 2020 hasta el 27 de julio de 2021.
- Miguel Bartra Grosso: Abogado y político peruano. Ha sido alcalde provincial de Chiclayo.
- Duberlí Rodríguez: Abogado, magistrado y catedrático peruano. Fue el Presidente de la Corte Suprema de Justicia de la República del Perú entre los años 2017 y  2018.
- Gloria Montenegro: Contadora pública, docente universitaria y política peruana. Fue Ministra de la Mujer y Poblaciones Vulnerables durante el Gobierno de Martín Vizcarra.
- Félix Chero: Abogado, profesor, catedrático y político peruano. Fue ministro de justicia y derechos humanos durante el gobierno de Pedro Castillo. Actualmente investigado por actos de corrupción, traición a la patria y otros delitos graves.
- Juan Carrasco Millones: Abogado, exfiscal y político peruano. Fue Ministro del Interior y Ministro de Defensa durante el gobierno de Pedro Castillo. Actualmente investigado por falsificación de documentos, prevaricato, organización criminal y lavado de activos por su actuación como fiscal, así mismo investigado por aceptación indebida del cargo, corrupción de funcionarios y otros en su actuación de ministro de estado. Es cuestionado en la región Lambayeque y a nivel nacional, por su actuación como fiscal, al descubrirse falsificación de pruebas y presión de testigos así como favorecimiento a investigados y abogados.
- Willy Serrato Puse: Abogado, empresario y político peruano. Fue electo tres veces alcalde de Olmos, congresista de la República (2000-2001) y congresista constituyente (1992-1995). Fue sentenciado a prisión efectiva por colusión de funcionarios, actualmente en Libertad